# Giusto de' Conti
Giusto de' Conti (Roma, c. 1390-Rímini, 19 de noviembre de 1449) fue un poeta italiano, autor del cancionero La bella mano ("La hermosa mano").

## Obras
- La bella mano (en italiano). Bolonia: Scipione Malpigli. 1472.
- La bella mano (en italiano). Venecia: Tommaso de Piasi. 1492.